# Suède au Concours Eurovision de la chanson 2010
La Suède a participé au Concours Eurovision de la chanson 2010. Il s'agit de sa 50ème participation au concours. 
Comme les années précédentes, la sélection nationale s'est faite par le biais du concours Melodifestivalen pour élire le chanteur, la chanteuse ou le groupe qui représente la Suède.
La Suède participe à la 2e demi-finale du 27 mai 2010 à Oslo en Norvège, où elle se classe 11ème ; la Suède n'est donc pas qualifiée pour participer à la finale du concours.

## Melodifestivalen 2010
2 860 chansons ont été envoyées à la chaîne publique suédoise la SVT qui diffusera la sélection nationale.
Le 14 octobre 2009, la chaine SVT a annoncé le nom des 27 chansons et des interprètes qui concourront lors de la sélection qui aura lieu du 6 février 2010 au 13 mars 2010.

### Format
Comme les années précédentes, cette édition du Melodifestivalen se déroulera en quatre demi-finale du 6 février 2010 au 27 février 2010, puis une épreuve appelée en Suède Andra Chansen aussi appelée l'épreuve de la seconde chance qui se déroulera le 6 mars 2010 et enfin la finale le 13 mars 2010.
Les quatre demi-finales se dérouleront dans quatre villes différentes à Örnsköldsvik, Sandviken, Göteborg, Malmö. L'Andra Chansen (épreuve de la seconde chance) se déroulera à Örebro. Et la finale se déroulera à Stockholm au Ericsson Globe.

### Changements
- La chanson ayant eu le plus de votes lors de chaque demi-finale accèdera automatiquement à la finale et de ce fait n'aura pas besoin de participer à la deuxième manche de la demi-finale. Et la deuxième chanson ayant eu le plus de votes participera aussi à la finale. Mais la troisième et la quatrième chanson ayant eu le plus de votes accéderont à l'épreuve de la seconde chance (Andra Chansen).
- Lors de la finale des années précédentes, les jurys étaient composés de 11 jurys suédois. Or, cette année les jurys seront composés de cinq jurys suédois et six jurys européens.
- Il est maintenant possible d'envoyer plusieurs versions de la même chanson.
- Les non-ressortissants suédois pourront envoyer leurs chansons dans la catégorie des "Wildcard".
- Le jury international délivrera ses points en fin de votes. Soit le 12e jury à donner leurs points.

### Calendrier
| Date       | Ville        | Lieu              | Manche                         |
| ---------- | ------------ | ----------------- | ------------------------------ |
| 6 février  | Örnsköldsvik | Fjällräven Center | Manche 1                       |
| 13 février | Sandviken    | Göransson Arena   | Manche 2                       |
| 20 février | Göteborg     | Scandinavium      | Manche 3                       |
| 27 février | Malmö        | Malmö Arena       | Manche 4                       |
| 6 mars     | Örebro       | Conventum Arena   | Seconde Chance (Andra Chansen) |
| 13 mars    | Stockholm    | Globen            | Finale                         |

## Participants
32 chanteurs participeront au concours Melodifestivalen en 2010. 27 ont été qualifies grâce aux appels téléphoniques et 4 artistes ont été invités comme "joker" par la chaîne publique suédoise SVT et un dernier artiste a été sélectionné par le public suédois sur Internet.

### Jokers
Depuis 2004, la SVT invite quatre artistes au concours Melodifestivalen.
Le premier joker fut dévoilé par la chaîne SVT le 3 novembre 2009, et le joker fut le chanteur Darin qui interprètera lors du concours la chanson "Out Of My Life" écrit par Tony Nilsson et Henrik Jansson. Le 5 décembre 2009, MiSt et le superviseur du concours Christer Björkman ont demandé au groupe suédois Highlights du former un duo lors du concours, le groupe a finalement accepté la proposition. Le 16 novembre 2009, le second "joker" fut dévoilé et c'était le chanteur Salem Al Fakir qui interprétera la chanson "Keep On Walking" qu'il a écrit et composé. Le troisième "joker" fut dévoilé le 3 décembre 2009 et ce fut Peter Jöback qui chantera le titre "Hollow" qui est composé par Anders Hansson et Fredrik Kempe. Et le dernier "joker" fut annoncé le 7 janvier 2010 et ce fut la chanteuse soul Pauline Kamusewu qui chantera la chanson "Sucker For Love" qui est écrit par elle-même et par Fredrik Ödesjö, Andreas Levander et Johan Wetterberg.
| Artiste           | Chanson                 | Compositeur(s)                                                       | Manche   | Lieu de la Manche |
| ----------------- | ----------------------- | -------------------------------------------------------------------- | -------- | ----------------- |
| Salem Al Fakir    | "Keep On Walking"       | Salem Al Fakir                                                       | Manche 1 | Örnsköldsvik      |
| Pauline           | "Sucker For Love"       | Pauline Kamusewu, Fredrik Ödesjö, Andreas Levander, Johan Wetterberg | Manche 2 | Sandviken         |
| MiSt & Highlights | "Come And Get Me Now"   | Mia Terngård, Stefan Lebert                                          | Manche 2 | Sandviken         |
| Darin             | "You're Out Of My Life" | Tony Nilsson, Henrik Jansson                                         | Manche 3 | Göteborg          |
| Peter Jöback      | "Hollow"                | Anders Hansson, Fredrik Kempe                                        | Manche 4 | Malmö             |

### Joker du Web
Pour la première fois de l'histoire du concours, un des jokers fut sélectionné par les internautes qui pouvaient voter sur le site officiel du concours.
Le concours se déroula de septembre à novembre 2009.
Le 4 novembre 2009, la chaîne SVT annonça les 10 derniers prétendants au statut du joker du Web, et chaque jour jusqu'au 12 novembre 2009, un candidat fut éliminé. Le vainqueur fut annoncé le 12 novembre 2009. Le vainqueur du concours fut le duo suédois MiSt avec leur chanson "Come And Get Me Now".
| Artiste               | Chanson                  | Langue  | Compositeur(s)                    | Place | Date d'élimination      |
| --------------------- | ------------------------ | ------- | --------------------------------- | ----- | ----------------------- |
| MiSt                  | "Come And Get Me Now"    | Anglais | Mia Terngård, Stefan Lebert       | 1     | Vainqueur (12 novembre) |
| Jessica Friberg       | "Break Free"             | Anglais | Jessica Friberg, Johannes Hansson | 2     | 12 novembre             |
| Adam Sandahl          | "Kärleken vänder allt"   | Suédois | Adam Sandahl                      | 3     | 12 novembre             |
| Genjor McNell         | "My Kind Of Love"        | Anglais | Jörgen Frinell                    | 4     | 11 novembre             |
| Ingela Hemming        | "Love For People"        | Anglais | Ingela Hemming                    | 5     | 10 novembre             |
| Mark                  | "I'll Make You Want Me"  | Anglais | Mark Woznicki                     | 6     | 9 novembre              |
| Johan Skoog           | "När vi har landat"      | Suédois | Johan Skoog, Martin Hägglund      | 7     | 8 novembre              |
| Siberia               | "Hot For The Night"      | Anglais | Peter Månsson                     | 8     | 7 novembre              |
| Halla Viljhalmsdottir | "How"                    | Anglais | Halla Vilhjalmsdottir             | 9     | 6 novembre              |
| Alrik Paulsson        | "Lite sex och lite spex" | Suédois | Alrik Paulsson                    | 10    | 5 novembre              |

## Demi-finales
Les quatre demi-finales se tiennent à Örnsköldsvik, Sandviken, Göteborg et à Malmö.
Les systèmes de qualifications ont changé, la chanson ayant eu le plus de votes lors de chaque demi-finale se qualifiera directement en finale et n'aura pas besoin de participer à la seconde manche de la demi-finale, la deuxième chanson qui obtiendra le plus de votes lors de la seconde manche de chaque demi-finale sera qualifiée directement en finale. Et la troisième et la quatrième chanson qui auront obtenu le plus de votes participeront à l'épreuve de la seconde chanson (Andra Chansen).

### Demi-Finale 1
La première demi-finale a lieu au Fjällräven Center le 6 février 2010 à Örnsköldsvik.
| # | Artiste           | Chanson                        | Langue  | Votes    | Votes    | Place | Résultat                       |
| # | Artiste           | Chanson                        | Langue  | Manche 1 | Manche 2 | Place | Résultat                       |
| - | ----------------- | ------------------------------ | ------- | -------- | -------- | ----- | ------------------------------ |
| 1 | Ola Svensson      | "Unstoppable"                  | Anglais | 44 796   | 64 601   | 2e    | Finale                         |
| 2 | Jenny Silver      | "A Place To Stay"              | Anglais | 6 970    | —        | 8e    | Éliminé                        |
| 3 | Linda Pritchard   | "You're Making Me Hot-Hot-Hot" | Anglais | 27 482   | 34 609   | 5e    | Éliminé                        |
| 4 | Pain of Salvation | "Road Salt"                    | Anglais | 28 457   | 46 788   | 4e    | Andra Chansen (Seconde Chance) |
| 5 | Anders Ekborg     | "The Saviour"                  | Anglais | 26 044   | —        | 6e    | Éliminé                        |
| 6 | Jessica Andersson | "I Did It For Love"            | Anglais | 45 622   | 57 629   | 3e    | Andra Chansen (Seconde Chance) |
| 7 | Frispråkarn       | "Singel"                       | Suédois | 13 592   | —        | 7e    | Éliminé                        |
| 8 | Salem Al Fakir    | "Keep On Walking"              | Anglais | 47 047   | —        | 1er   | Finale, Joker                  |

### Demi-Finale 2
La seconde demi-finale se déroulera au Göransson Arena le 13 février 2010 à Sandviken.
| # | Artiste                              | Chanson                        | Langue  | Votes    | Votes    | Place | Résultat                             |
| # | Artiste                              | Chanson                        | Langue  | Manche 1 | Manche 2 | Place | Résultat                             |
| - | ------------------------------------ | ------------------------------ | ------- | -------- | -------- | ----- | ------------------------------------ |
| 1 | Eric Saade                           | "Manboy"                       | Anglais | 58 005   | —        | 1er   | Finale                               |
| 2 | Andra Generationen & Dogge Doggelito | "Hippare Hoppare"              | Suédois | 18 411   | —        | 6e    | Éliminé                              |
| 3 | Anna-Maria Espinosa                  | "Innan alla ljusen brunnit ut" | Suédois | 6 155    | —        | 8e    | Éliminé                              |
| 4 | MiSt & Highlights                    | "Come And Get Me Now"          | Anglais | 10 978   | —        | 7e    | Éliminé Joker du Web                 |
| 5 | Pauline                              | "Sucker For Love"              | Anglais | 37 478   | 53 604   | 4e    | Andra Chansen (Seconde Chance) Joker |
| 6 | Andreas Johnson                      | "We Can Work It Out"           | Anglais | 43 794   | 66 794   | 2e    | Finale                               |
| 7 | Kalle Moraeus & Orsa Spelmän         | "Underbart"                    | Anglais | 54 912   | 57 063   | 3e    | Andra Chansen (Seconde Chance)       |
| 8 | Hanna Lindblad                       | "Manipulated"                  | Anglais | 22 504   | 27 287   | 5e    | Éliminé                              |

### Demi-Finale 3
La troisième demi-finale aura lieu au Scandinavium le 20 février 2010 à Göteborg.
| # | Artiste             | Chanson                      | Langue  | Votes    | Votes    | Place | Résultat                       |
| # | Artiste             | Chanson                      | Langue  | Manche 1 | Manche 2 | Place | Résultat                       |
| - | ------------------- | ---------------------------- | ------- | -------- | -------- | ----- | ------------------------------ |
| 1 | Alcazar             | "Headlines"                  | Anglais | 31 978   | 40 234   | 4e    | Andra Chansen (Seconde Chance) |
| 2 | Johannes Bah Kuhnke | "Tonight"                    | Anglais | 6 201    | —        | 8e    | Éliminé                        |
| 3 | Elin Lanto          | "Doctor Doctor"              | Anglais | 16 491   | —        | 7e    | Éliminé                        |
| 4 | Erik Linder         | "Hur kan jag tro på kärlek?" | Suédois | 22 327   | 28 482   | 5e    | Éliminé                        |
| 5 | Getty Domein        | "Yeba"                       | Lingala | 16 572   | —        | 6e    | Éliminé                        |
| 6 | Timoteij            | "Kom (Run)"                  | Suédois | 65 762   | —        | 1er   | Finale                         |
| 7 | Darin               | "You're Out Of My Life"      | Anglais | 63 144   | 113 593  | 2e    | Finale Joker                   |
| 8 | Crucified Barbara   | "Heaven Or Hell"             | Anglais | 51 179   | 61 923   | 3e    | Andra Chansen (Seconde Chance) |

### Demi-Finale 4
La quatrième et dernière demi-finale aura lieu au Malmö Arena le 27 février 2010 à Malmö.
| # | Artiste           | Chanson                | Langue  | Votes    | Votes    | Place | Résultat                       |
| # | Artiste           | Chanson                | Langue  | Manche 1 | Manche 2 | Place | Résultat                       |
| - | ----------------- | ---------------------- | ------- | -------- | -------- | ----- | ------------------------------ |
| 1 | Sibel             | "Stop"                 | Anglais | 16 513   | —        | 7e    | Éliminé                        |
| 2 | Py Bäckman        | "Magisk Stjärna"       | Suédois | 3 822    | —        | 8e    | Éliminé                        |
| 3 | Neo               | "Human Frontier"       | Anglais | 25 772   | 31 110   | 4e    | Andra Chansen (Seconde Chance) |
| 4 | Lovestoned        | "Thursdays"            | Anglais | 25 070   | —        | 6e    | Éliminé                        |
| 5 | Anna Bergendahl   | "This Is My Life"      | Anglais | 52 838   | —        | 1er   | Finale                         |
| 6 | Pernilla Wahlgren | "Jag vill om du vågar" | Suédois | 36 138   | 42 439   | 3e    | Andra Chansen (Seconde Chance) |
| 7 | Noll disciplin    | "Idiot"                | Suédois | 27 504   | 26 082   | 5e    | Éliminé                        |
| 8 | Peter Jöback      | "Hollow"               | Anglais | 49 464   | 61 099   | 2e    | Finale Joker                   |

### Andra Chansen (Seconde Chance)
L'épreuve de la Andra Chansen (Seconde Chance) se déroulera au Conventum Arena à Örebro le 6 mars 2010. Les artistes qui participeront à cette épreuve, seront ceux qui ont terminé aux 3e et 4e places de chaque demi-finale. Pendant cette épreuve, il y aura deux manches qui se dérouleront le même jour.
Lors de la 1re manche, il y aura quatre "matchs" dans laquelle participera deux artistes ou groupe lors de chaque "match". Le vainqueur de chaque "match" rencontrera l'autre vainqueur d'un "match". À la fin de cette épreuve deux artistes ou groupe pourront participer à la finale qui se déroulera une semaine plus tard, le 13 mars 2010 au Ericsson Globe à Stockholm.
|  | Manche 1                                   | Manche 1                                |                                            |        | Manche 2 | Manche 2 |  |  | Qualifies |  |
|  |                                            |                                         |                                            |        |          |          |  |  |           |  |
|  |                                            |                                         |                                            |        |          |          |  |  |           |  |
|  |                                            |                                         |                                            |        |          |          |  |  |           |  |
|  | Pain of Salvation - "Road Salt"            | 52 570                                  |                                            |        |          |          |  |  |           |  |
|  | Pain of Salvation - "Road Salt"            | 52 570                                  |                                            |        |          |          |  |  |           |  |
|  | Pernilla Wahlgren - "Jag vill om du vågar" | 62 677                                  |                                            |        |          |          |  |  |           |  |
|  | Pernilla Wahlgren - "Jag vill om du vågar" | 62 677                                  | Pernilla Wahlgren - "Jag vill om du vågar" | 79 693 |          |          |  |  |           |  |
|  |                                            |                                         | Pernilla Wahlgren - "Jag vill om du vågar" | 79 693 |          |          |  |  |           |  |
|  |                                            | Crucified Barbara - "Heaven or Hell"    | 74 933                                     |        |          |          |  |  |           |  |
|  | Pauline - "Sucker For Love"                | Crucified Barbara - "Heaven or Hell"    | 74 933                                     | 50 111 |          |          |  |  |           |  |
|  | Pauline - "Sucker For Love"                |                                         |                                            | 50 111 |          |          |  |  |           |  |
|  | Crucified Barbara - "Heaven or Hell"       | 54 139                                  |                                            |        |          |          |  |  |           |  |
|  | Crucified Barbara - "Heaven or Hell"       | 54 139                                  | Pernilla Wahlgren - "Jag vill om du vågar" |        |          |          |  |  |           |  |
|  |                                            |                                         |                                            |        |          |          |  |  |           |  |
|  |                                            | Jessica Andersson - "I Did It For Love" |                                            |        |          |          |  |  |           |  |
|  | Kalle Moraeus & Orsa Spelmän - "Underbart" | 81 619                                  |                                            |        |          |          |  |  |           |  |
|  | Kalle Moraeus & Orsa Spelmän - "Underbart" | 81 619                                  |                                            |        |          |          |  |  |           |  |
|  | NEO - "Human Frontier"                     | 50 700                                  |                                            |        |          |          |  |  |           |  |
|  | NEO - "Human Frontier"                     | 50 700                                  | Kalle Moraeus & Orsa Spelmän - "Underbart" | 90 050 |          |          |  |  |           |  |
|  |                                            |                                         | Kalle Moraeus & Orsa Spelmän - "Underbart" | 90 050 |          |          |  |  |           |  |
|  |                                            | Jessica Andersson - "I Did It For Love" | 93 447                                     |        |          |          |  |  |           |  |
|  | Alcazar - "Headlines"                      | Jessica Andersson - "I Did It For Love" | 93 447                                     | 68 618 |          |          |  |  |           |  |
|  | Alcazar - "Headlines"                      |                                         |                                            | 68 618 |          |          |  |  |           |  |
|  | Jessica Andersson - "I Did It For Love"    | 94 623                                  |                                            |        |          |          |  |  |           |  |
|  | Jessica Andersson - "I Did It For Love"    | 94 623                                  |                                            |        |          |          |  |  |           |  |

## Finale
La finale se déroulera à Stockholm au Globe Arena le 13 mars 2010 et dans la finale il y aura 10 artistes qui concourront pour essayer de représenter la Suède au Concours Eurovision de la chanson en 2010. Les dix artistes se composeront des deux vainqueurs des quatre demi-finales et des deux vainqueurs de l'Andra Chansen (Seconde Chance). Le vainqueur gagnera la finale avec le cumul des points donnés par les jurys et des téléspectateurs qui voteront avec les SMS.
Il y aura 11 jurys qui voteront pour leur artiste/groupe favoris, 5 seront suédois. Ceux-ci viendront de Stockholm, Göteborg, Malmö, Luleå et Umeå. Les 6 autres jurys viendront de l'Europe, 2 viendront de l'Ouest de l'Europe, 2 de l'Est de l'Europe et enfin 2 du Sud de l'Europe.
| Artiste           | Chanson                 | Langue  | Votes            | Votes           | Votes | Place |
| Artiste           | Chanson                 | Langue  | Jury + Jury Int. | Téléspectateurs | Total | Place |
| ----------------- | ----------------------- | ------- | ---------------- | --------------- | ----- | ----- |
| Darin             | "You're Out Of My Life" | Anglais | 51               | 66              | 117   | 4e    |
| Pernilla Wahlgren | "Jag vill om du vågar"  | Suédois | 12               |                 | 12    | 10e   |
| Andreas Johnson   | "We Can Work It Out"    | Anglais | 50               |                 | 50    | 6e    |
| Timoteij          | "Kom" (Run)             | Suédois | 51               | 44              | 95    | 5e    |
| Peter Jöback      | "Hollow"                | Anglais | 21               | 11              | 32    | 9e    |
| Ola               | "Unstoppable"           | Anglais | 47               |                 | 47    | 7e    |
| Jessica Andersson | "I Did It For Love"     | Anglais | 15               | 22              | 37    | 8e    |
| Salem Al Fakir    | "Keep On Walking"       | Anglais | 95               | 88              | 183   | 2e    |
| Anna Bergendahl   | "This Is My Life"       | Anglais | 82               | 132             | 214   | 1er   |
| Eric Saade        | "Manboy"                | Anglais | 45               | 110             | 155   | 3e    |

### Votes du jury
| Chanson                 | Jury International | Jury International | Jury International | Jury International | Jury International | Jury International | Jury Suédois | Jury Suédois | Jury Suédois | Jury Suédois | Jury Suédois | Total |
| Chanson                 | Russie             | Serbie             | Grèce              | France             | Irlande            | Norvège            | Luleå        | Umeå         | Göteborg     | Malmö        | Stockholm    | Total |
| ----------------------- | ------------------ | ------------------ | ------------------ | ------------------ | ------------------ | ------------------ | ------------ | ------------ | ------------ | ------------ | ------------ | ----- |
| "You're Out of My Life" | 12                 |                    | 12                 | 2                  |                    | 2                  | 4            | 1            | 2            | 8            | 8            | 51    |
| "Jag vill om du vågar"  |                    | 4                  |                    |                    | 6                  | 1                  | 1            |              |              |              |              | 12    |
| "We Can Work It Out"    | 4                  | 6                  | 10                 | 10                 | 4                  | 4                  |              |              | 6            | 4            | 2            | 50    |
| "Kom"                   | 2                  | 2                  | 6                  | 4                  | 8                  | 8                  | 12           | 8            |              | 1            | 4            | 51    |
| "Hollow"                |                    |                    |                    | 1                  |                    |                    |              | 4            | 10           |              | 6            | 21    |
| "Unstoppable"           | 1                  | 12                 | 1                  | 8                  | 12                 |                    | 2            |              | 4            | 6            | 1            | 47    |
| "I Did It For Love"     |                    | 1                  | 2                  |                    |                    |                    | 6            | 6            |              |              |              | 15    |
| "Keep On Walking"       | 10                 | 10                 |                    | 12                 | 1                  | 12                 | 10           | 10           | 8            | 10           | 12           | 95    |
| "This Is My Life"       | 8                  |                    | 4                  |                    | 10                 | 6                  | 8            | 12           | 12           | 12           | 10           | 82    |
| "Manboy"                | 6                  | 8                  | 8                  | 6                  | 2                  | 10                 |              | 2            | 1            | 2            |              | 45    |

### Televotes
| Chanson               | Jury | No. de televotes (votes) | Points | Total |
| --------------------- | ---- | ------------------------ | ------ | ----- |
| You're Out of My Life | 51   | 209 392 (12,0 %)         | 66     | 117   |
| Jag vill om du vågar  | 12   | 37 408 (2,1 %)           |        | 12    |
| We Can Work It Out    | 50   | 59 587 (3,4 %)           |        | 50    |
| Kom                   | 51   | 188 002 (10,7 %)         | 44     | 95    |
| Hollow                | 21   | 77 776 (4,4 %)           | 11     | 32    |
| Unstoppable           | 47   | 74 358 (4,3 %)           |        | 47    |
| I Did It For Love     | 15   | 110 339 (6,3 %)          | 22     | 37    |
| Keep On Walking       | 95   | 299 746 (17,1 %)         | 88     | 183   |
| This Is My Life       | 82   | 363 546 (20,8 %)         | 132    | 214   |
| Manboy                | 45   | 334 750 (19,1 %)         | 110    | 155   |

### Classement (total de télévotes requis lors des demi-finales)
| Position | Artiste                      | Chanson                      | Total de télévotes | Remarques                                    |
| -------- | ---------------------------- | ---------------------------- | ------------------ | -------------------------------------------- |
| 1er      | Timoteij                     | Kom                          | 65 762             | 4e lors de la finale                         |
| 2e       | Eric Saade                   | Manboy                       | 58 005             | 3e lors de la finale                         |
| 3e       | Anna Bergendahl              | This Is My Life              | 52 838             | Vainqueur du Melodifestivalen 2010           |
| 4e       | Salem Al Fakir               | Keep On Walking              | 47 047             | 2e lors de la finale                         |
| 5e       | Darin                        | You're Out Of My Life        | 176 737            | 4e lors de la finale                         |
| 6e       | Crucified Barbara            | Heaven Or Hell               | 113 102            | Éliminé lors de l'épreuve de l'Andra Chansen |
| 7e       | Kalle Moraeus & Orsa Spelmän | Underbart                    | 111 975            | Éliminé lors de l'épreuve de l'Andra Chansen |
| 8e       | Peter Jöback                 | Hollow                       | 110 563            | 9e lors de la finale                         |
| 9e       | Andreas Johnson              | We Can Work It Out           | 110 558            | 6e lors de la finale                         |
| 10e      | Ola Svensson                 | Unstoppable                  | 109 397            | 7e lors de la finale                         |
| 11e      | Jessica Andersson            | I Did It For Love            | 103 251            | 8e lors de la finale                         |
| 12e      | Pauline                      | Sucker For Love              | 91 082             | Éliminé lors de l'épreuve de l'Andra Chansen |
| 13e      | Pernilla Wahlgren            | Jag vill om du vågar         | 78 577             | 10e lors de la finale                        |
| 14e      | Pain Of Salvation            | Road Salt                    | 75 245             | Éliminé lors de l'épreuve de l'Andra Chansen |
| 15e      | Alcazar                      | Headlines                    | 72 212             | Éliminé lors de l'épreuve de l'Andra Chansen |
| 16e      | Linda Pritchard              | You're Making Me Hot-Hot-Hot | 62 091             | Éliminé lors de la première demi-finale      |
| 17e      | Neo                          | Human Frontier               | 56 882             | Éliminé lors de l'épreuve de l'Andra Chansen |
| 18e      | Noll Disciplin               | Idiot                        | 53 586             | Éliminé lors de la quatrième demi-finale     |
| 19e      | Erik Linder                  | Hur kan jag tro på kärlek?   | 50 809             | Éliminé lors de la troisième demi-finale     |
| 20e      | Hanna Lindblad               | Manipulated                  | 49 791             | Éliminé lors de la deuxième demi-finale      |

## Anciens Participants
Cette édition est marquée par de nombreux retours d'anciens participants du concours Melodifestivalen comme :
- Ola Svensson qui a participé en 2008 avec sa chanson "Love in Stereo" qui n'a pas réussi à se hisser en finale car il fut éliminé du concours lors de l'épreuve de la seconde chance (Andra Chansen) face à Sibel qui participera aussi à cette nouvelle édition du Melodifestivalen.
- Jessica Andersson a participé plusieurs fois au concours. Elle participa pour la première fois en 2003 avec le groupe Fame, avec leur titre "Give Me Your Love" elle et le groupe réussissent à se qualifier pour la finale et gagner le concours, et de ce fait d'aller à Riga, Lettonie pour représenter la Suède au Concours Eurovision de la chanson en 2003, elle et son groupe finissent à une très bonne 5e place. Mais l'aventure ne s'arrête pas là, ils veulent une nouvelle fois représenter leur pays à Istanbul en Turquie en 2004 pour le Concours Eurovision de la chanson, mais ils ne réussissent pas à rééditer leur exploit car ils finissent à une 6e place avec leur titre "Vindarna Vänder Oss". Le groupe se sépare mais elle continue à disputer le concours Melodifestivalen, en 2006 avec sa chanson "Kalla Nätter", elle ne parvient pas à atteindre la finale car elle finit à une décevante 5e place lors de la demi-finale. En 2007, elle participe une nouvelle fois au concours avec son titre "Kom", malgré sa qualification à l'épreuve de la seconde chance (Andra Chansen) elle ne parvint pas à se qualifier pour la finale, car malgré sa victoire lors de la première manche, elle perdit la seconde manche contre Sanna Nielsen.
- Andreas Johnson qui a participé pour la première fois au concours en 2006 avec son titre "Sing For Me" il réussit à se hisser en finale du concours. Mais lors du vote du jury il était provisoirement en tête du concours, mais lors du vote du public il reçut "seulement" 88 points et de ce fait termine à la 3e place. Mais l'année suivante, il participa une nouvelle fois au concours, avec sa chanson "A Little Bit of Love", il réussit une nouvelle fois de se qualifier pour la finale mais une nouvelle fois, il échoue de son objectif de représenter la Suède au Concours Eurovision de la chanson. En 2008, il participa pour la première fois en duo avec la célèbre chanteuse Carola Häggkvist qui a déjà gagné le concours en 1983, 1991 et en 2006 et qui a même permis à la Suède de gagner le Concours Eurovision de la chanson en 1991. Mais ils ne parviennent pas à se qualifier pour la finale.
- Alcazar qui a participé à trois reprises au concours en 2003, 2005 et en 2009. En 2003, le groupe interpréta le titre "Not a Sinner, Nor a Saint" qui a terminé à une très étonnante 3e place après avoir été repêché in extremis. En 2005, ils remettent ça avec une chanson aux sonorités disco avec le titre "Alcastar" qui finit une nouvelle fois 3e et une nouvelle fois a été repêché grâce à leur victoire dans l'épreuve de la seconde chance (Andra Chansen). Puis, plus récemment l'année dernière, ils interprétaient la chanson "Stay The Night", ils réussissent pour la première fois à se qualifier pour la première fois automatiquement pour la finale grâce à une seconde place lors de la demi-finale, mais ils finissent à une "décevante" 5e place.
- Sibel a participé en 2008 au concours avec sa chanson "That Is Where I'll Go", elle a réussi à se qualifier pour la finale grâce à sa victoire lors de l'épreuve de la seconde chance (Andra Chansen) et lors de la finale elle parvint à terminer à une 7e place.

## Présentateurs
Cette année, il y aura trois présentateurs qui présenteront le concours et ces trois présentateurs seront : Måns Zelmerlöw qui a déjà participé à deux reprises au concours en 2007 et en 2009 en terminant respectivement à la 3e et à la 4e place du concours, la comédienne Christine Meltzer et l'acteur Dolph Lundgren.

## Lors du Concours Eurovision de la chanson en 2010
La Suède participe à son 50e Concours Eurovision de la chanson à Oslo en Norvège, et elle participe à la 2e demi-finale du 27 mai 2010.